# Leptataspis cambodjana
Leptataspis cambodjana är en insektsart som beskrevs av Schmidt 1911. Leptataspis cambodjana ingår i släktet Leptataspis och familjen spottstritar. Inga underarter finns listade i Catalogue of Life.